# Manoir de Riisipere
Le manoir de Riisipere (estonien : Riisipere mõis), anciennement manoir de Riesenberg (allemand : Herrenhaus Riesenberg) est l'un des plus grands châteaux d'Estonie.
Il se trouve dans le bourg de Riisipere (autrefois: Riesenberg), dans la région d'Harju (autrefois: district d'Harrien).

## Histoire
C'est en 1394 qu'a été formé le domaine seigneurial de Riesenberg (Mont Géant, en allemand). Le château actuel, de style néoclassique qui était alors en vogue en Russie impériale sous le nom de style Empire, a été construit en 1810-1820 pour le baron Peter Gustav von Stackelberg (1762-1826), sous le nom de Neu-Riesenberg. Son portique à colonnade ionique hexastyle est particulièrement remarquable, avec sa frise. La façade est flanquée au bout de chaque côté de d'un corps de bâtiment, en légère avancée et surélevé d'un attique. Ceux-ci sont surmontés d'un fronton triangulaire.
Le dernier propriétaire avant la nationalisation de 1919 par le nouveau gouvernement estonien, était Karl Otto von Stackelberg. C'est depuis récemment de nouveau une propriété privée.